# Митино (Кимрский район)
Митино  — деревня в Кимрском районе Тверской области. Входит в состав Центрального сельского поселения.

## География
Находится в юго-восточной части Тверской области на расстоянии приблизительно 10 км на запад-северо-запад по прямой от районного центра города Кимры в левобережной части района.

## История
Известна с 1628 года как деревня из 2 дворов, владение старицы И. И. Мстиславской. С 1645 года владение московского Архангельского собора. В 1780-х годах 6 дворов, в 1806 — 18. В 1859 году здесь (деревня Корчевского уезда Тверской губернии) было учтено 16 дворов, в 1887 году — 23.

## Население
Численность населения: 147 человек (1780-е годы), 116 (1806), 111 (1859 год), 131 (1887), 4 (русские 75 %) в 2002 году, 9 в 2010.